# Sanpo-myeon
Sanpo-myeon (koreanska: 산포면) är en socken i stadskommunen Naju i provinsen Södra Jeolla i den sydvästra delen av Sydkorea, 280 km söder om huvudstaden Seoul.